# Ménage à trois
Pour les articles homonymes, voir Ménage à trois (homonymie).
Ne doit pas être confondu avec Triangle amoureux ou Triolisme.

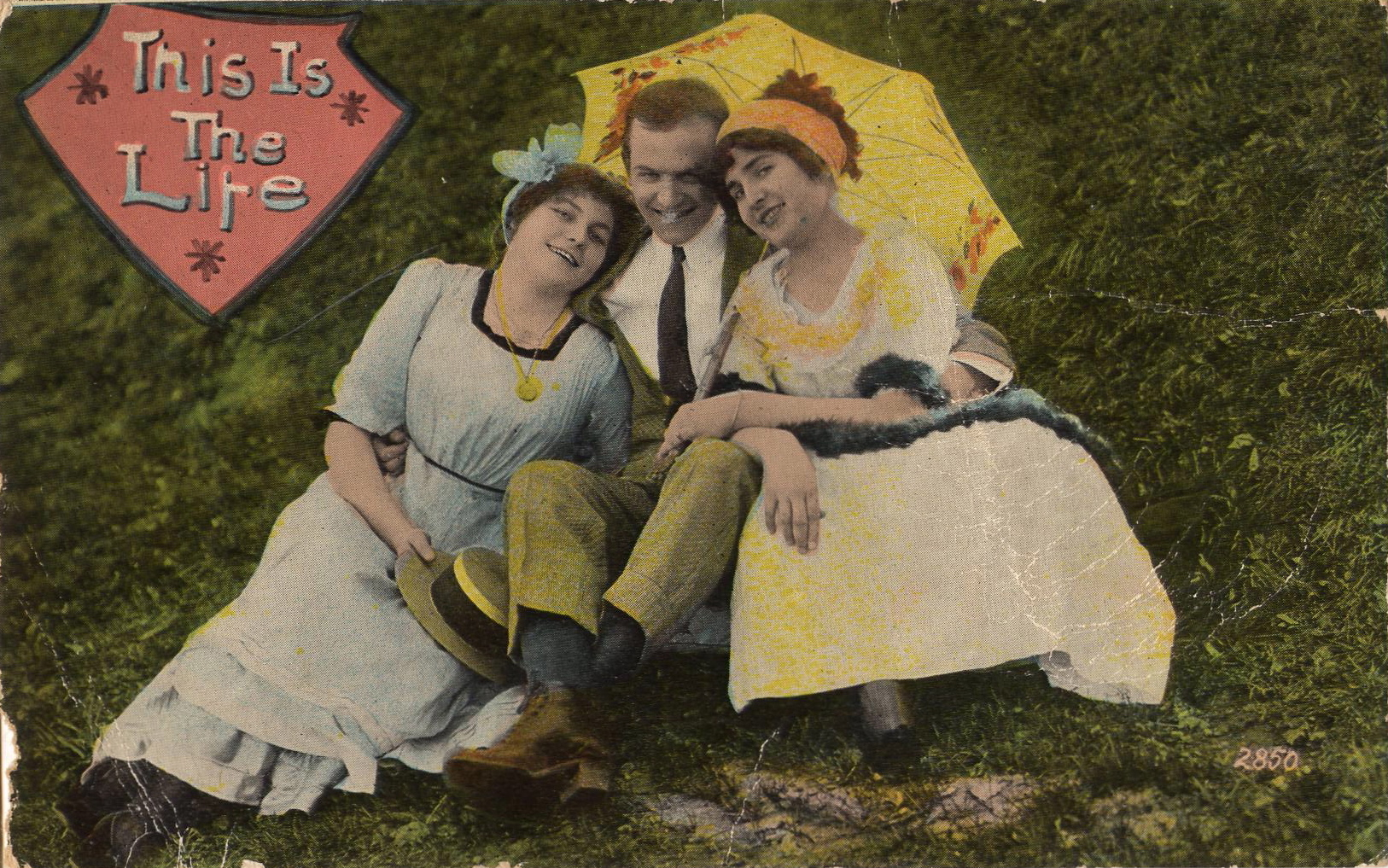
Carte postale, vers 1910.

Un ménage à trois est un arrangement domestique dans lequel trois personnes décident de former un couple à trois, en habitant ou non dans le même logement.
Dans un sens plus moderne, le terme fait référence à toutes relations amoureuses de polyamour, et sexuelles ou non, ou parfois uniquement sexuelles, entre trois personnes. Le terme est parfois également utilisé pour désigner trois personnes habitant ensemble mais n'ayant pas de relations amoureuses ou sexuelles entre elles. 
Le mot trouple est un synonyme contemporain récemment[Quand ?] forgé ; on lui préfère parfois le mot plus ancien « triade ».

## Polygamie et polyandrie
Certains cas d'engagements proches du mariage peuvent s'apparenter à la polygynie (hommes mariés à plusieurs femmes) ou à la polyandrie (femmes mariées à plusieurs hommes).

## Traditionnellement
Chez les Moso, une ethnie du sud-ouest de la Chine, ce genre de mariage existe depuis au moins 33 siècles[source insuffisante].
Encore aujourd'hui, il arrive en Chine que plusieurs sœurs épousent le même homme.

## Exemples

### Exemples historiques
- Victor Hugo, son épouse Adèle Foucher et l'actrice Juliette Drouet.
- Emma Hamilton, son mari et Horatio Nelson.
- Georgiana Cavendish, le Duc du Devonshire et Lady Elizabeth Foster.
- Henry Mond, sa femme, Amy Gwen Wilson, et l'écrivain Gilbert Cannan.
- En Suède en 1775, le comte Adolf Fredrik Munck (en) est embauché par le roi Gustave III de Suède pour l'assister dans la consommation de son mariage avec la reine Sophie Magdalena. Il devait agir comme professeur pour le couple. Selon des rumeurs, il était autant l'amant de la reine que du roi.
- L'intellectuelle allemande Dorothea von Rodde-Schlözer, son mari Mattheus Rodde et le philosophe français Charles de Villers de 1794 à la mort de son mari en 1810.
- Le poète Ezra Pound, sa femme Dorothy Shakespear et sa maîtresse la violoniste Olga Rudge.
- Le physicien Erwin Schrödinger, sa femme Annemarie Bertel et Hilde March, la femme de son collègue Arthur March[4].
- Max Ernst, Paul Éluard et sa femme Gala.
- Lili Brik, son mari Ossip Brik, et Vladimir Maïakovski.
- William Moulton Marston, créateur de Wonder Woman, et sa femme Elizabeth Holloway Marston vivent avec Olive Byrne.
- L'actrice Edith Craig qui vit avec Christabel Marshall et Clare Atwood de 1916 à 1947.
- Jean-Paul Sartre, Simone de Beauvoir et Olga Kosakiewicz. L'Invitée, le premier roman de Simone de Beauvoir, publié en 1943, est fondé sur ce trouple.
- François Mitterrand, son épouse Danielle Mitterrand et l'amant de celle-ci, Jean Balenci[5],[6].

### Dans la fiction
- Illusions perdues, roman de Balzac (1837) fait mention d'un ménage à trois (Première partie : Les Deux Poètes, III. La soirée dans un salon, la soirée au bord de l'eau) réunissant le comte de Sénonches (dit Jacques), madame de Sénonches (dite Zéphirine) et monsieur du Hautoy (dit Francis) lors d'une réception chez madame de Bargeton à Angoulême. Ainsi peut-on lire à leur propos : " L'Angoulême noble, l'Angoulême administratif, l'Angoulême bourgeois avaient longtemps glosé sur la parfaite unité de ce ménage en trois personnes ; mais, à la longue, ce mystère de trinité conjugale parut si rare et si joli, que monsieur du Hautoy eût semblé prodigieusement immoral s'il avait fait mine de se marier."
- Pot-Bouille, roman d'Émile Zola (1882): les Campardon et la cousine Gasparine.
- Sérénade à trois (Design for Living), comédie d'Ernst Lubitsch (1933).
- L'Invitée, de Simone de Beauvoir (1943) (cf. ci-dessus).
- The Bigamist, film de Ida Lupino (1953).
- Jules et Jim, roman d'Henri-Pierre Roché, publié en 1953 et le film (1962) qu'en a tiré François Truffaut.
- Le temps est bon, chanson de Stéphane Venne interprétée par Isabelle Pierre, thème principal du film de Gilles Carle Les mâles, 1971.
- César et Rosalie, film de Claude Sautet sorti en 1972. avec Romy Schneider, Yves Montand et Sami Frey
- La Maman et la Putain, film de Jean Eustache[7] sorti en 1973, avec Jean-Pierre Léaud, Bernadette Lafont et Françoise Lebrun.
- Les Aventuriers du Lucky Lady, film de Stanley Donen[8] sorti en 1975. avec Liza Minnelli, Gene Hackman et Burt Reynolds
- Sérieux comme le plaisir, film français de Robert Benayoun sorti en 1975, avec Jane Birkin, Michael Lonsdale, Andrea Ferreol
- Pourquoi pas !, film de Coline Serreau sorti en 1977.
- Brainstorm, film de Douglas Trumbull sorti en 1983. Lillian Reynolds et « Mike » Brace, les deux savants, vivent une liaison qui semble devoir se satisfaire de la rupture de Mike avec sa femme. Or lorsque celle-ci est associée au projet sur lequel travaillent Mike et Lillian, Mike expérimente les sensations de sa femme grâce à leur invention, et renoue avec elle. À la suite de la mort de Lillian, Mike, grâce à sa femme, va éprouver les sentiments de la scientifique, ce qui sanctifie une sorte de trouple posthume.
- Micki et Maude, film de Blake Edwards sorti en 1984.
- Beaucoup de pièces de Jean-Luc Lagarce étudient le schéma amoureux entre deux hommes et une femme, en particulier les pièces De Saxe, roman (1985), Derniers remords avant l'oubli (1987), Histoire d'amour (repérages) (1983), Histoire d'amour (derniers chapitres) (1990)
- Premiers frissons d'amour, chanson à succès de la chanteuse Christine Roque, sortie en 1987, écrite et composée par Corinne Sinclair et parlant d'une jeune femme attirée par deux jeunes hommes, faisant ainsi allusion aux films Baisers volés mais surtout Jules et Jim de François Truffaut.
- Le bonheur est dans le pré film d'Étienne Chatiliez sorti en 1995.
- Splendeur, film de Gregg Araki sorti en 1999
- On a volé le Big Bang, roman de Jacques Guyonnet sorti en 2000.
- Dans le film Les Chansons d'amour de Christophe Honoré (2007), les personnages joués par Louis Garrel, Clotilde Hesme et Ludivine Sagnier incarnent un ménage à trois, mis en avant par la chanson Je n'aime que toi, qu'ils interprètent eux-mêmes.
- Savages, film d'Oliver Stone sorti en 2012.
- Le Sexe des anges, film de Xavier Villaverde, sorti en 2012.
- À trois on y va, film de Jérôme Bonnell sorti en 2015.
- Toi, moi et elle (You Me Her), série télévisée de John Scott Shepherd en 2016.